# クアイワ (ピリ王朝)
クアイワ（Kuaiwa）はハワイ島の酋長（在位:1345年−1375年）。ピリ王朝の一族で8代当主。

## 概要
クアイワはカラウヌイオフアとカヘカの息子であり、カパパリムリムの兄弟だった。父親の死後、後継者としてハワイの王となった。平和的な性格で好戦的な父親とは対照的であった。

### 結婚
クアイワには、クムレイラニとカマナワの2人の妻がいた。前者はルアエフの子孫で、後者はナナウル王朝のマワケの子孫だった。
カムレイラニとはカホウカプ、フクラニ、マナウエアの3人の子供がおり、カマナワとはエフ (ピリ王朝)がいた。全員がピリ王朝の貴族となった。
1375年に亡くなり、カホウカプがあとを継いだ。